# Neomochtherus patruelis
Neomochtherus patruelis là một loài ruồi trong họ Asilidae. Neomochtherus patruelis được Wulp miêu tả năm 1872. Loài này phân bố ở miền Ấn Độ - Mã Lai.